# Fauvillers
Fauvillers (Waals: Faiviè, Luxemburgs: Fäteler, Duits: Feitweiler) is een plaats en gemeente in de Provincie Luxemburg in België. De gemeente telt ruim 2000 inwoners.
Het oostelijk deel van de gemeente behoort tot het Luxemburgse taalgebied.

## Kernen

### Deelgemeenten
| # | Naam       | Opp. (km²) | Inwoners (2020) | Inwoners per km² | NIS-code |
| - | ---------- | ---------- | --------------- | ---------------- | -------- |
| 1 | Fauvillers | 28,60      | 1.031           | 36               | 82009A   |
| 2 | Tintange   | 18,24      | 363             | 20               | 82009B   |
| 3 | Hollange   | 27,97      | 925             | 33               | 82009C   |

### Overige kernen
Over de oppervlakte van de fusiegemeente zijn nog 10 dorpen of gehuchten verspreid: Bodange, Burnon, Honville, Hotte, Malmaison, Menufontaine, Romeldange, Sainlez, Strainchamps, Warnach en Wisembach.

## Demografische evolutie

### Demografische evolutie voor de fusie
- Bronnen:NIS, Opm:1831 tot en met 1970=volkstellingen, 1976 = inwoneraantal op 31 december

### Demografische evolutie van de fusiegemeente
Alle historische gegevens hebben betrekking op de huidige gemeente, inclusief deelgemeenten, zoals ontstaan na de fusie van 1 januari 1977.
- Bronnen:NIS, Opm:1831 tot en met 1981=volkstellingen; 1990 en later= inwonertal op 1 januari

| Inwoners van jaar tot jaar op 1 januari 1992 tot heden | Inwoners van jaar tot jaar op 1 januari 1992 tot heden | Inwoners van jaar tot jaar op 1 januari 1992 tot heden |
| jaar                                                   | Aantal                                                 | Evolutie: 1992=index 100                               |
| ------------------------------------------------------ | ------------------------------------------------------ | ------------------------------------------------------ |
| 1992                                                   | 1.744                                                  | 100,0                                                  |
| 1993                                                   | 1.749                                                  | 100,3                                                  |
| 1994                                                   | 1.737                                                  | 99,6                                                   |
| 1995                                                   | 1.721                                                  | 98,7                                                   |
| 1996                                                   | 1.759                                                  | 100,9                                                  |
| 1997                                                   | 1.788                                                  | 102,5                                                  |
| 1998                                                   | 1.807                                                  | 103,6                                                  |
| 1999                                                   | 1.825                                                  | 104,6                                                  |
| 2000                                                   | 1.838                                                  | 105,4                                                  |
| 2001                                                   | 1.856                                                  | 106,4                                                  |
| 2002                                                   | 1.880                                                  | 107,8                                                  |
| 2003                                                   | 1.904                                                  | 109,2                                                  |
| 2004                                                   | 1.899                                                  | 108,9                                                  |
| 2005                                                   | 1.951                                                  | 111,9                                                  |
| 2006                                                   | 2.004                                                  | 114,9                                                  |
| 2007                                                   | 2.071                                                  | 118,8                                                  |
| 2008                                                   | 2.114                                                  | 121,2                                                  |
| 2009                                                   | 2.158                                                  | 123,7                                                  |
| 2010                                                   | 2.205                                                  | 126,4                                                  |
| 2011                                                   | 2.230                                                  | 127,9                                                  |
| 2012                                                   | 2.216                                                  | 127,1                                                  |
| 2013                                                   | 2.215                                                  | 127,0                                                  |
| 2014                                                   | 2.227                                                  | 127,7                                                  |
| 2015                                                   | 2.209                                                  | 126,7                                                  |
| 2016                                                   | 2.237                                                  | 128,3                                                  |
| 2017                                                   | 2.251                                                  | 129,1                                                  |
| 2018                                                   | 2.253                                                  | 129,2                                                  |
| 2019                                                   | 2.281                                                  | 130,8                                                  |
| 2020                                                   | 2.319                                                  | 133,0                                                  |
| 2021                                                   | 2.338                                                  | 134,1                                                  |
| 2022                                                   | 2.368                                                  | 135,8                                                  |
| 2023                                                   | 2.435                                                  | 139,6                                                  |
| 2024                                                   | 2.453                                                  | 140,7                                                  |
| 2025                                                   | 2.512                                                  | 144,0                                                  |

## Politiek 2024-2030
Fauvillers wordt bestuurd door de partij Construire avec vous.
De volgende personen maken deel uit van het bestuur:
| College van burgemeester en schepenen | College van burgemeester en schepenen                                                   |
| ------------------------------------- | --------------------------------------------------------------------------------------- |
| Burgemeester                          | Geoffroy Chetter (Les Engagés)                                                          |
| Schepenen                             | Jean-Philippe Georges (MR) Julien Schockmel (partijloos) Sylvie Toussaint (Les Engagés) |

### Resultaten gemeenteraadsverkiezingen sinds 1976
| Partij | 10-10-1976 | 10-10-1976 | 10-10-1982 | 10-10-1982 | 9-10-1988 | 9-10-1988 | 9-10-1994 | 9-10-1994 | 8-10-2000 | 8-10-2000 | 8-10-2006 | 8-10-2006 | 14-10-2012 | 14-10-2012 | 14-10-2018 | 14-10-2018 | 13-10-2024 | 13-10-2024 |
| Stemmen / Zetels                                                                                             | %          | (*)        | %          | 9          | %         | 9         | %         | 9         | %         | 9         | %         | 9         | %          | 11         | %          | 11         | %          | 11         |
| --- | ---------- | ---------- | ---------- | ---------- | --------- | --------- | --------- | --------- | --------- | --------- | --------- | --------- | ---------- | ---------- | ---------- | ---------- | ---------- | ---------- |
| IC-PSC1 / IC2 / GP3 / ALTERN4 / CONTACT5 / Contacts6 / SERVIR7 / Alt-Citoyennne8 / Ensemble pour Fauvillers9 | 52,231     | 1          | 54,22      | 5          | 39,663    | 3         | 39,414    | 3         | 49,15     | 6         | 53,246    | 5         | 43,927     | 5          | 23,608     | 2          | 37,189     | 4          |
| Liste121 / RC2 / ACTION3 / UNION4 / Horizon 20185 / Fauvillers Demain6 / Construire avec vous7               | 42,491     | 4          | 45,82      | 4          | 60,342    | 6         | 60,592    | 6         | 34,893    | 3         | 46,764    | 4         | 56,085     | 6          | 61,216     | 8          | 55,357     | 7          |
| PPLT | 5,28       | 0          | -          |            | -         |           | -         |           | -         |           | -         |           | -          |            | -          |            | -          |            |
| AVC | -          |            | -          |            | -         |           | -         |           | 8,87      | 0         | -         |           | -          |            | -          |            | -          |            |
| ECOLO | -          |            | -          |            | -         |           | -         |           | 7,14      | 0         | -         |           | -          |            | -          |            | -          |            |
| Le Renouveau                                                                                                 | -          |            | -          |            | -         |           | -         |           | -         |           | -         |           | -          |            | 15,19      | 1          | -          |            |
| Energies Citoyennes                                                                                          | -          |            | -          |            | -         |           | -         |           | -         |           | -         |           | -          |            | -          |            | 7,47       | 0          |
| Totaal stemmen                                                                                               | 1112       | 1112       | 1142       | 1142       | 1156      | 1156      | 1200      | 1200      | 1276      | 1276      | 1400      | 1400      | 1500       | 1500       | 1578       | 1578       | 1665       | 1665       |
| Opkomst % |            |            |            |            | 96,98     | 96,98     | 96,77     | 96,77     | 96,74     | 96,74     | 97,77     | 97,77     | 94,64      | 94,64      | 95,64      | 95,64      | 93,07      | 93,07      |
| Blanco en ongeldig %                                                                                         | 1,17       | 1,17       | 1,93       | 1,93       | 3,37      | 3,37      | 4,0       | 4,0       | 4,55      | 4,55      | 4,07      | 4,07      | 4,67       | 4,67       | 3,61       | 3,61       | 5,17       | 5,17       |

 (*) De zetelverdeling voor dit jaar ontbreekt of is onvolledig op de verkiezingsdatabase.

## Bezienswaardigheden
- De Heilig Hartkerk (l'église du Sacré Cœur) en het bijbehorende kerkhof.

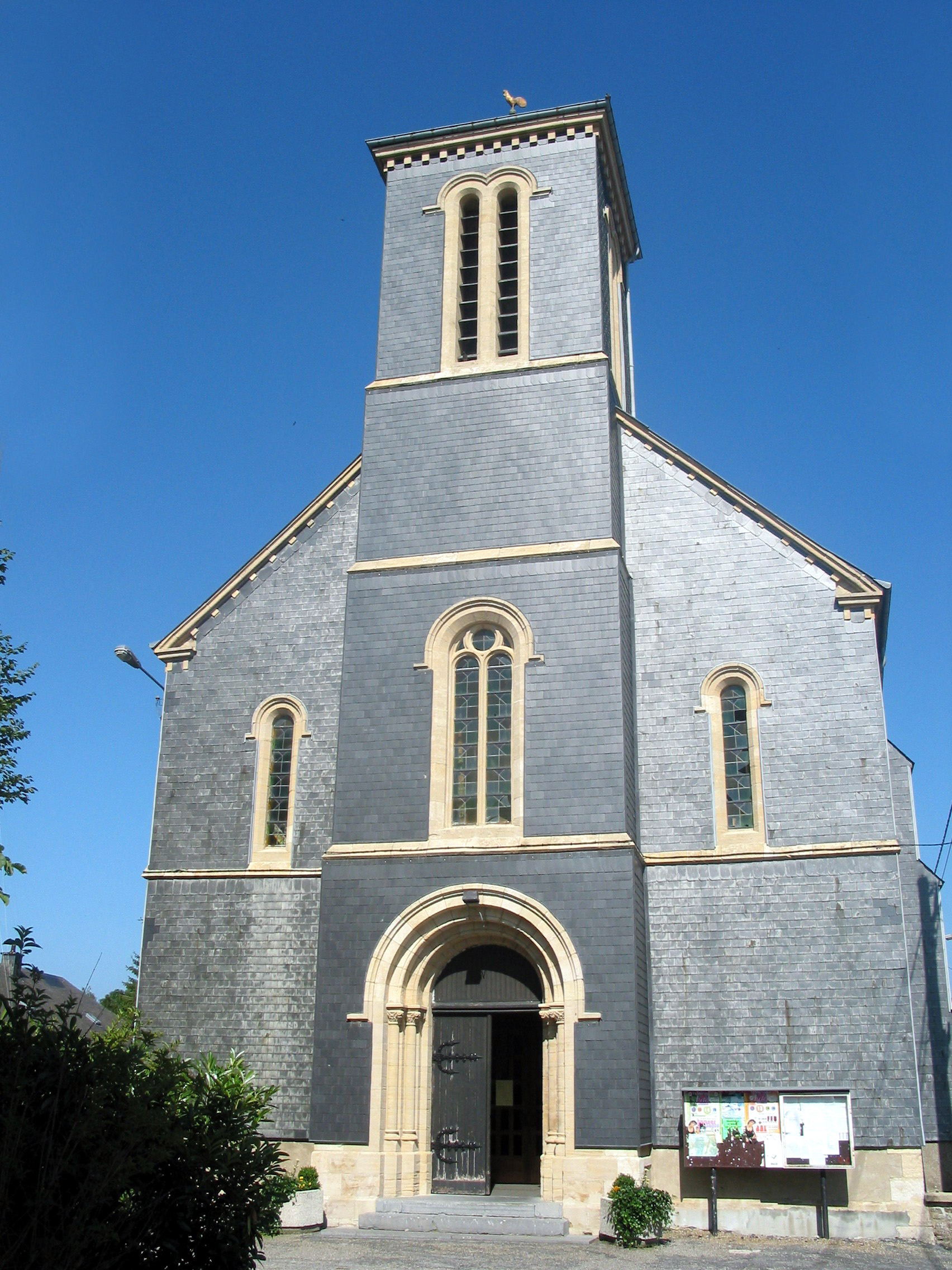
De Heilig Hartkerk van Fauvillers.

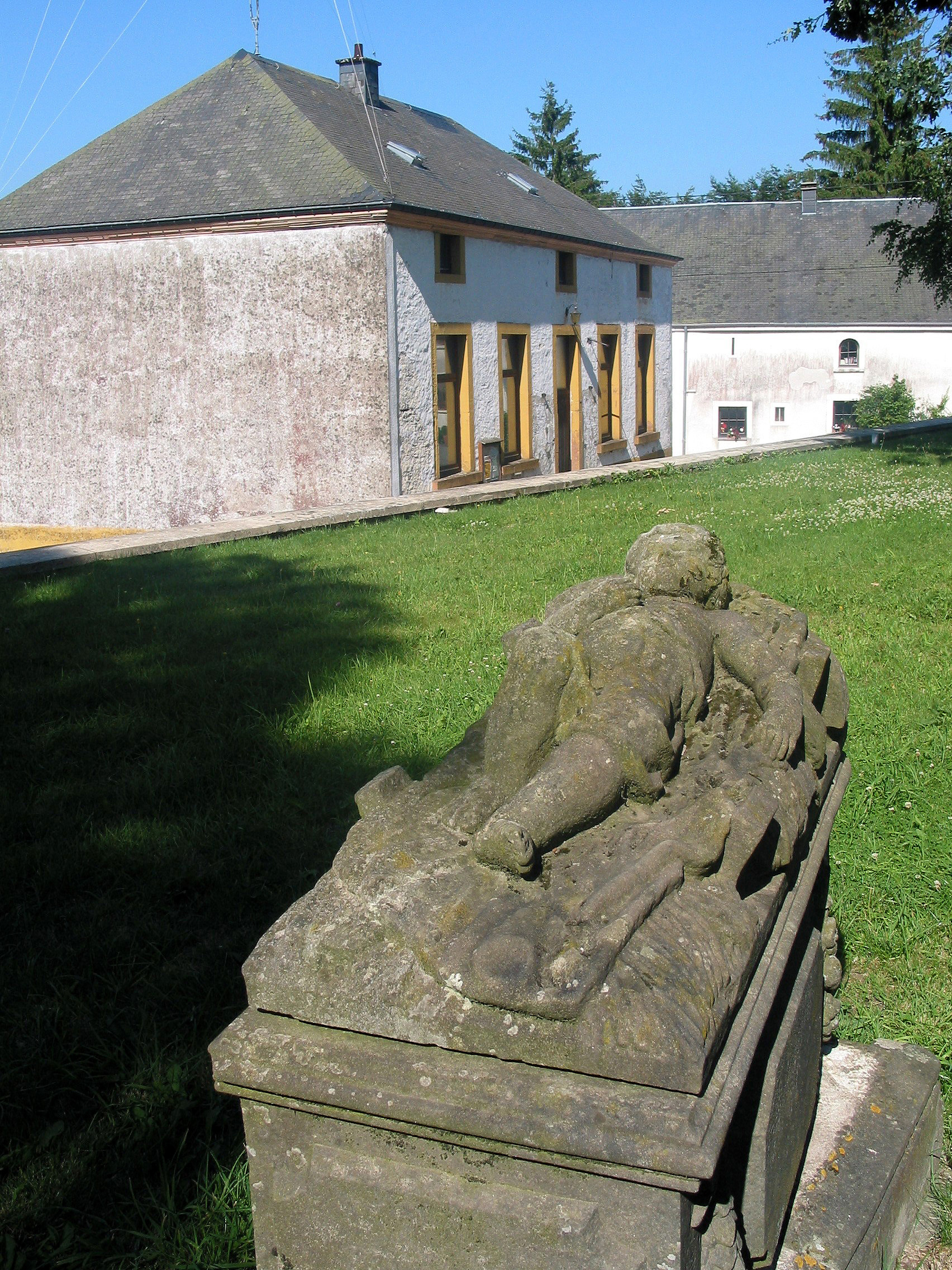
Een oude grafsteen op het bijbehorende kerkhof.